# Preussen-Stadion auf dem Tempelhofer Feld
Das Preussen-Stadion auf dem Tempelhofer Feld (kurz: Preussen-Stadion) war ein Fußballstadion, wurde 1924 im Berliner Ortsteil Tempelhof errichtet und zugunsten des Zentralflughafens Berlin 1936 abgerissen. Das auch als Preussen-Platz bezeichnete Stadion bot Platz für 40.000 Zuschauer und befand sich östlich des Tempelhofer Damms zwischen der sogenannten „Parade-Pappel“ im Süden und der Schwiebusser Straße im Norden an der Grenze zu Kreuzberg. Zum gesamten Gelände namens Preussen-Park gehörten ferner sechs Fußballnebenplätze, vier Tennis- und zwei Hockeyplätze.

## Geschichte

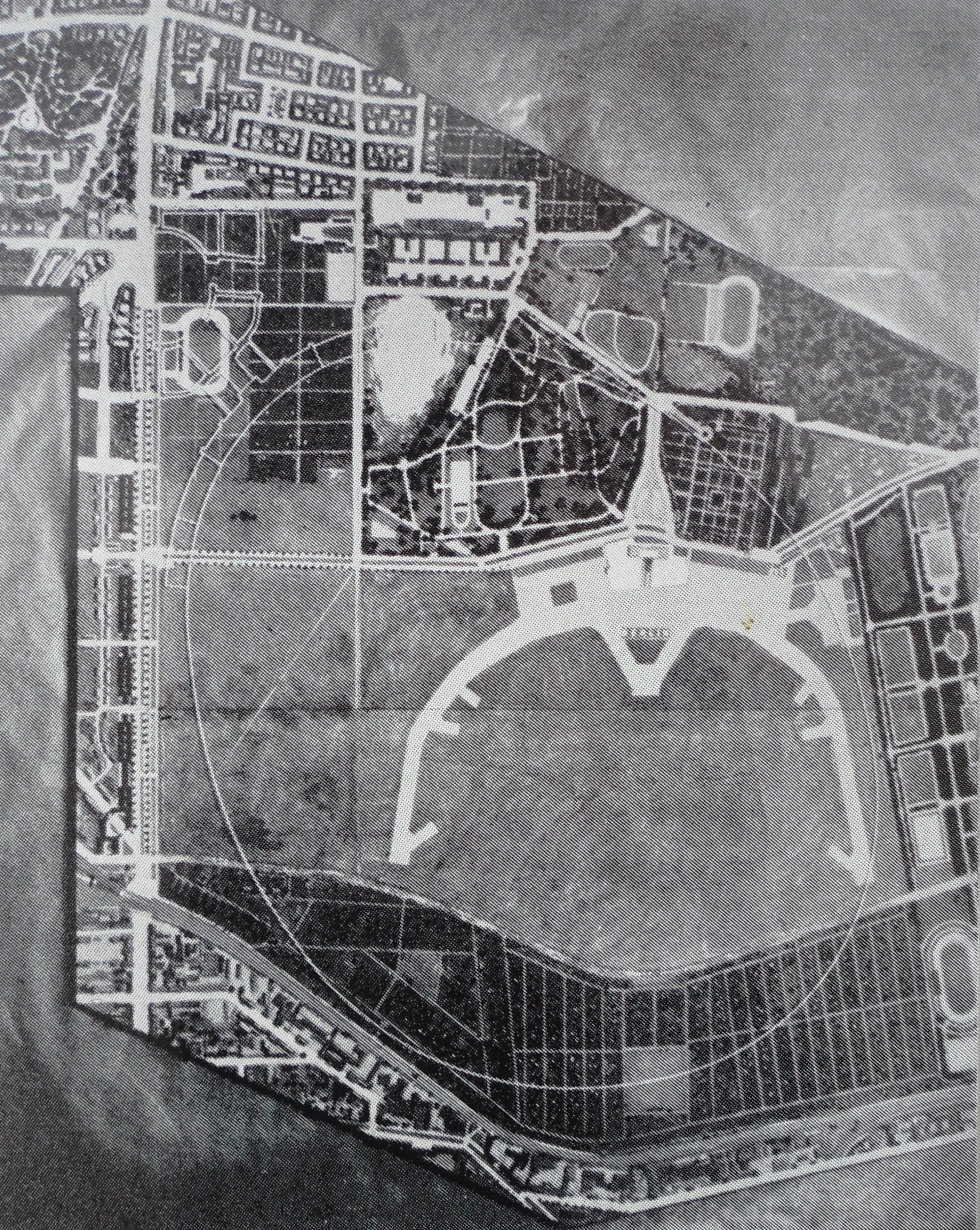
Skizze des geplanten Flughafengeländes mit der bisherigen Geländestruktur und dem Preussen-Stadion im Nordwesten des Tempelhofer Feldes

Der BFC Preussen hatte das Gelände auf dem Tempelhofer Feld ab 1923 von der Stadt Berlin gepachtet. Die Vereinsmitglieder mussten jeweils insgesamt 24 Stunden Erdarbeiten leisten, da für das Hauptspielfeld ein zwei Meter tiefer Aushub vorgenommen und dessen Abraum zur Aufschüttung der Ränge genutzt wurde. Später kam Aushub der im Bau befindlichen U-Bahn-Strecke hinzu, sodass der Stadionwall eine Höhe von acht Metern erreichte. Das erste Spiel im Preussen-Stadion endete am 30. August 1924 zwischen dem BFC Preussen und dem BFC Viktoria 1889 mit 4:4, wobei die Bauarbeiten noch nicht beendet waren. Erst am 9. April 1927 konnte mit einem internationalen Vergleich gegen den Cambridge University AFC die fertiggestellte Überdachung der Sitzplätze auf der Westgeraden gefeiert werden. Vor 10.000 Zuschauern gewannen die Engländer 3:2 gegen Preussen. In Gänze wurde der Stadionbau wegen der Weltwirtschaftskrise nie fertiggestellt. Die Kurven wurden provisorisch mit einer Grasnarbe versehen und durch horizontale Zwischengänge unterteilt, sind aber nicht bestuft worden. Es fehlten außerdem ein Klubheim und ein Wirtschaftsgebäude.
Da sich der BFC Preussen dem Amateurismus verschrieben hatte, konnte an frühere Erfolge zunächst nicht mehr angeknüpft werden und Einnahmen blieben aus. Daher nutzten auch der BFC Viktoria 1889 und ab 1933 ebenso Tennis Borussia das Stadion. In dieser Zeit gab es Pläne für den Umbau der Laufbahn in eine 400-m-Radrennbahn, die jedoch scheiterten. Stattdessen profitierten die Hausherren nun von ihrer Nähe zu den Nationalsozialisten. Bereits ab 1932 hatte der Verein eine eigene SA-Sportabteilung, sodass das Preussen-Stadion am 20. August 1933 zum Austragungsort des ersten SA-Massensportfestes wurde, an dem sich 6000 NS-Sportler beteiligten, darunter auch Ernst Röhm. Außerdem fanden im Preussen-Stadion am Tag der Arbeit 1933 und 1934 mit Spielen gegen eine Kieler Marine-Auswahl bzw. die Elf der 1. Torpedoboot-Halbflottile G8 Swinemünde die einzigen an diesem Tag erlaubten Sportveranstaltungen statt.
Am 31. Oktober 1934 wurde der Ausbau des Tempelhofer Feldes zum Zentralflughafen Berlin und damit das Ende des Preussen-Stadions beschlossen. Letzter Höhepunkt sollte ein Vergleich der Gau-Auswahlmannschaften Bayern und Berlin sein. Am 23. Februar 1936 besuchten 20.000 Zuschauer das Spiel, das die Süddeutschen mit 7:0 für sich entschieden. Vor dem Abriss spielte der BFC Preussen am 1. Mai 1936 letztmals gegen Fortuna Jüterbog und gewann das Pokalspiel mit 7:0. Als Ersatz wurde 1938 das neue Preussenstadion im Berliner Ortsteil Lankwitz errichtet, in dem der Verein bis heute beheimatet ist.
Die Fußballspiele von größerer Bedeutung fanden im Preussen-Stadion zumeist ohne Beteiligung der Hausherren statt. Mehrfach wurde hier das Endspiel um die Berliner Meisterschaft ausgetragen und 1931 sowie 1933 das Berliner Pokalfinale. Außerdem fanden im Preussen-Stadion mehrere Endrundenspiele um die Deutsche Meisterschaft und 1929 das Finale um den Bundespokal statt, das 25.000 Zuschauer besuchten.

## Statistik

### Vereinswettbewerbe
Endrundenspiele um die Deutsche Meisterschaft
| Datum         | Runde         | Heim                   | Gast                | Ergebnis             | Zuschauer |
| ------------- | ------------- | ---------------------- | ------------------- | -------------------- | --------- |
| 17. Mai 1925  | Viertelfinale | Hertha BSC             | TuRU Düsseldorf     | 4:1 (2:0)            | 10.000    |
| 16. Mai 1926  | Achtelfinale  | Hertha BSC             | VfB Königsberg      | 4:0 (0:0)            | 28.000    |
| 22. Mai 1927  | Viertelfinale | Hertha BSC             | Holstein Kiel       | 4:2 (2:0)            | 25.000    |
| 16. Juni 1929 | Achtelfinale  | Tennis Borussia Berlin | FC Titania Stettin  | 3:2 n. V. (2:2, 1:0) | 06.000    |
| 01. Juni 1930 | Viertelfinale | Holstein Kiel          | Eintracht Frankfurt | 4:2 (2:0)            | 12.000    |
| 28. Mai 1933  | Halbfinale    | Fortuna Düsseldorf     | Eintracht Frankfurt | 4:0 (1:0)            | 30.000    |
| 13. Mai 1934  | Gruppenphase  | BFC Viktoria 1889      | SC Preußen Danzig   | 5:2 (2:1)            | 12.000    |
| 19. Mai 1935  | Gruppenphase  | Hertha BSC             | PSV Chemnitz        | 1:2 (0:0)            | 35.000    |

Finalspiele um die Berliner Meisterschaft
| Datum          | Heim       | Gast                   | Ergebnis  | Zuschauer |
| -------------- | ---------- | ---------------------- | --------- | --------- |
| 05. April 1925 | Hertha BSC | BFC Alemannia 90       | 3:2 (2:1) | 20.000    |
| 02. Mai 1926   | Hertha BSC | SV Norden-Nordwest 98  | 7:0 (3:0) | 22.000    |
| 10. April 1927 | Hertha BSC | BFC Kickers 1900       | 4:1 (2:0) | 30.000    |
| 04. Mai 1930   | Hertha BSC | Tennis Borussia Berlin | 2:0 (2:0) | 30.000    |

Finalspiele um den Berliner Landespokal
| Datum             | Heim            | Gast                  | Ergebnis             | Zuschauer |
| ----------------- | --------------- | --------------------- | -------------------- | --------- |
| 26. Dezember 1931 | Tennis Borussia | SC Wacker 04          | 6:0 (1:0)            | 15.000    |
| 026. August 1933  | Berliner SV 92  | SV Norden-Nordwest 98 | 2:1 n. V. (0:0, 1:1) | 05.000    |

### Auswahlmannschaften
Länderpokalspiele
| Datum             | Runde         | Heim               | Gast              | Ergebnis             | Zuschauer |
| ----------------- | ------------- | ------------------ | ----------------- | -------------------- | --------- |
| 028. April 1929   | Finale        | Berlin/Brandenburg | Norddeutschland   | 4:1 (2:0)            | 25.000    |
| 011. Oktober 1931 | Vorrunde      | Berlin/Brandenburg | Mitteldeutschland | 4:3 (2:3)            | 20.000    |
| 27. November 1932 | Vorrunde      | Berlin/Brandenburg | Westdeutschland   | 2:4 (2:2)            | 20.000    |
| 03. Februar 1935  | Viertelfinale | Berlin/Brandenburg | Westfalen         | 4:3 n. V. (1:0, 3:3) | 20.000    |

Berliner Repräsentativ-Auswahl gegen internationale Gegner
| Datum            | Heim   | Gast      | Ergebnis  | Zuschauer |
| ---------------- | ------ | --------- | --------- | --------- |
| 6. November 1927 | Berlin | Stockholm | 2:2 (0:2) | 13.000    |
| 4. November 1928 | Berlin | Oslo      | 2:0 (0:0) | 12.000    |
| 12. Mai 1929     | Berlin | Paris     | 5:0 (4:0) | 28.000    |
| 1. Dezember 1929 | Berlin | Göteborg  | 3:2 (1:1) | 29.000    |
| 21. Januar 1934  | Berlin | Prag      | 0:5 (0:3) | 36.000    |

Berliner Repräsentativ-Auswahl gegen inländische Gegner
| Datum              | Heim   | Gast               | Ergebnis  | Zuschauer |
| ------------------ | ------ | ------------------ | --------- | --------- |
| 22. April 1928     | Berlin | München            | 5:1 (4:1) | 29.000    |
| 28. September 1930 | Berlin | München            | 4:5 (0:3) | 20.000    |
| 22. Februar 1931   | Berlin | Dresden            | 2:5 (1:1) | 30.000    |
| 31. März 1934      | Berlin | Saarland           | 5:2 (0:0) | 10.000    |
| 2. September 1934  | Berlin | Hamburg            | 1:4 (0:2) | 23.000    |
| 1. Januar 1935     | Berlin | Südwestdeutschland | 2:3 (1:0) | 12.000    |
| 10. April 1935     | Berlin | DFB-A-Auswahl      | 2:4 (0:2) | 05.000    |
| 23. Februar 1936   | Berlin | Bayern             | 0:7 (0:2) | 20.000    |